# Buddinge
Buddinge är huvudort i Gladsaxe kommun, Region Hovedstaden, Danmark. Buddinge är även en S-tågsstation på Hareskovbanen mellan Köpenhamn och Farum.